# Ruée vers l'or en Nouvelle-Zélande sur la côte de l'île du Sud
La ruée vers l'or de la côte ouest sur l'île du Sud, en Nouvelle-Zélande, a duré de 1864 à 1867.

## Description

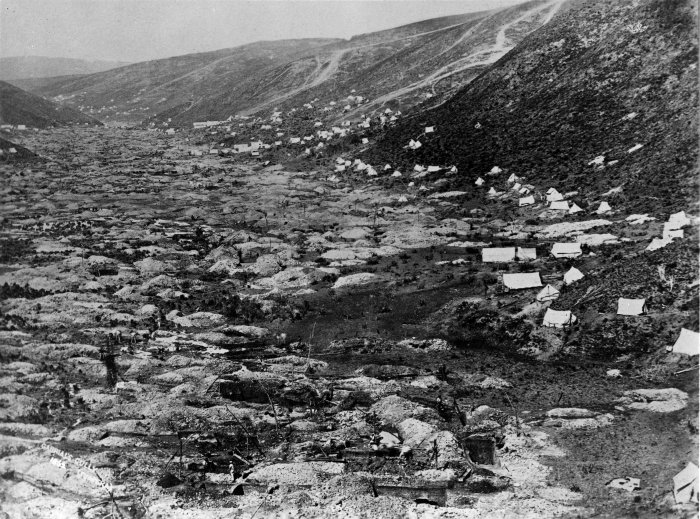
Ruée de l'or la mine de Gabriels Gully d' Otago.

La région de l'île du Sud, en Nouvelle-Zélande, jusque-là peu fréquentée par les Européens, a attiré en 1864, de nombreux prospecteurs, notamment sur les rives du fleuve Taramakau, où  deux Maoris, Ihaia Tainui et Haimona Taukau avaient trouvé de l'or. De 1865 à 1866, la ruée vers l'or s'organisa autour de Charleston et le long du fleuve Grey.

## La ruée vers l'or
Les mineurs ont été attirés par l'or dans le centre d'Otago (en maori de Nouvelle-Zélande : Ōtākou), une région située au sud-est de l'île du Sud, grande d'environ 32 000 km2. Ce qui fut également le cas pour l'État fédéré australien de Victoria, situé au Sud-Est de l'île principale de l'Australie. À l'époque victorienne, la ruée vers l'or attira environ 1 800 prospecteurs sur la côte ouest, dont beaucoup dans la région de Hokitika. qui était en 1866 la colonie la plus peuplée de Nouvelle-Zélande avec  plus de 25 000 habitants et elle comptait plus de cent pubs.

## L'expédition d'Edward Dobson

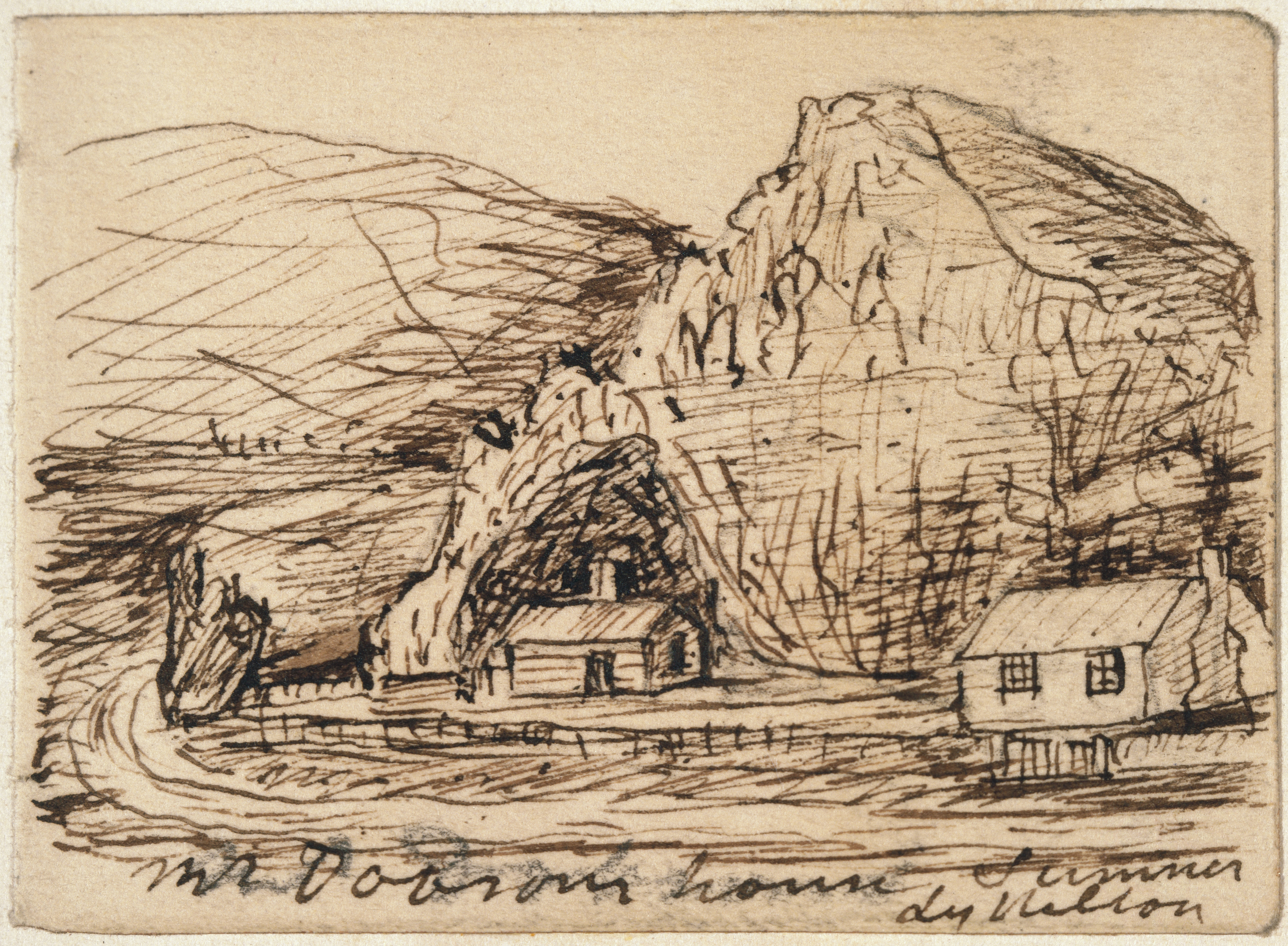
Deux petits bâtiments à Sumner, dont l'un appartenait à Dobson (esquisse au crayon, 1865).

En 1864, le Conseil provincial de Canterbury à Christchurch a mandaté l'ingénieur provincial, Edward Dobson (en), pour examiner chacun des passages possibles vers la côte ouest en partant des bassins versants des rivières Waimakariri, Taramakau et Hurunui. Après avoir étudié les différentes topographies, il déclara que le  col de montagne d'Arthur's Pass, dans le district de Selwyn, découvert par son fils Arthur, était de loin l'endroit le plus approprié pour accéder aux champs aurifères . Le gouvernement provincial a décidé qu'une route devait être construite entre Christchurch et Hokitika sur Arthur's Pass, une distance de 156 miles (251 km), et Edward Dobson a été chargé de mener le projet. La route a été ouverte le 20 mars 1866.

## Déclin

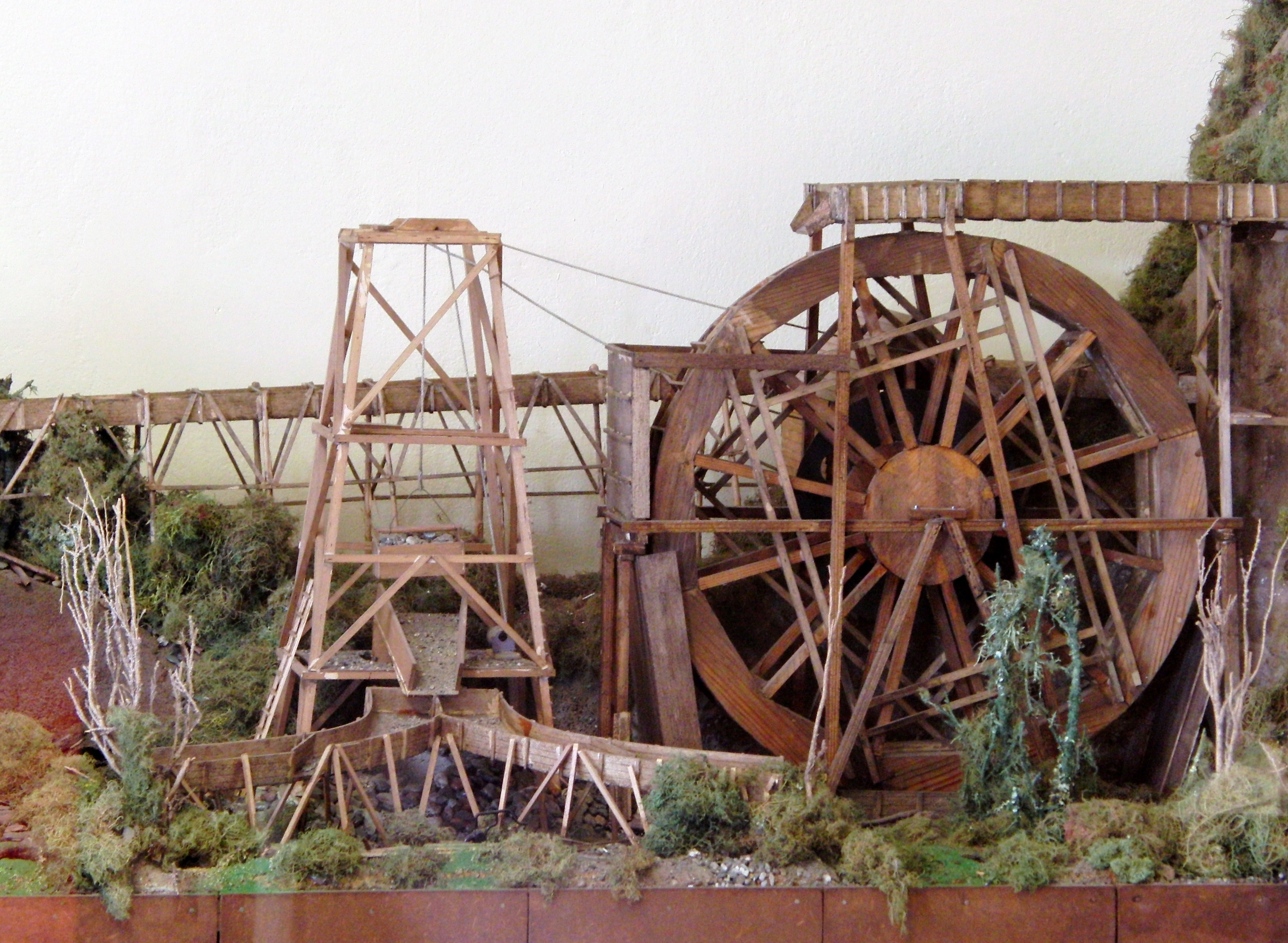
Arrowtown, équipement d'extraction d'or (maquette).

En 1867, la ruée vers l'or s'est estompée, bien que l'exploitation du métal se soit poursuivie sur la côte durant quelques années. Les principales villes de la côte ouest Ōkārito (à une époque la plus grande ville de la côte) et Charlestown, rebaptisée plus tard Charleston), s'étaient  établies. Elles ont toutes deux tombées en déclin lorsque les mineurs sont partis alors que la côte était la deuxième région aurifère la plus riche de Nouvelle-Zélande après Otago.

## Dans la culture populaire
Le roman d' Eleanor Catton, The Luminaries, qui a remporté le 2013 Man Booker Prize (en), se déroule à Hokitika pendant la ruée vers l'or de la côte ouest. Ce cadre a été en partie inspiré par le roman classique pour enfants néo-zélandais d'Elsie Locke, The Runaway Settlers, qui présente également la ruée vers l'or .
Ce cadre a été en partie inspiré par le roman classique pour enfants néo-zélandais d'Elsie Locke  The Runaway Settlers , qui présente également la ruée vers l'or.